# Selika II
Selika II is een bestuurslaag in het regentschap Kaur van de provincie Bengkulu, Indonesië. Selika II telt 344 inwoners (volkstelling 2010).